# Shekinah (álbum)
Shekinah é o décimo primeiro álbum de estúdio da cantora brasileira Soraya Moraes, lançado pela Sony Music Brasil em fevereiro de 2016. A obra foi produzida por Marco Moraes, Marinho Brazil e Fernando Paiola.
O álbum possui 11 faixas e conta com as participações da cantora Damares na canção "Vaso de Alabastro" e Ton Carfi na música "Jardim do Teu Altar". O disco conta com músicas de outros compositores, como Ana Paula Valadão e Anderson Freire. Sobre o repertório, Soraya disse: "Muitas das músicas que foram compostas no decorrer dos anos não entraram nesse projeto, apenas as que achamos que cabiam. "Pedimos canções para amigos como Anderson Freire, Ana Paula Valadão, pastor Oseias e cada uma delas falou com as fases que estavam passando minha minha fé", afirmou a cantora.
O primeiro single do álbum foi lançado em 22 de outubro de 2015. Se trata da música "Feliz", versão brasileira da música "Happy", do cantor norte-americano Pharrell Williams. Parte dos direitos artísticos do vídeo são convertidos em doações ao Grupo de Apoio ao Adolescente e Criança com Câncer (Graacc).[carece de fontes?] A música Deserto posteriormente foi regravada pela autora da música, Ana Paula Valadão, no 18º trabalho do Ministério de Louvor Diante do Trono, Deserto de Revelação.
| Críticas profissionais | Críticas profissionais |
| Avaliações da crítica  | Avaliações da crítica  |
| Fonte                  | Avaliação              |
| ---------------------- | ---------------------- |
| Super Gospel           | [ 5 ]                  |

## Faixas
1. Glorioso (Glorious)
2. Shekinah
3. Deserto
4. Grande Eu sou (Great I Am)
5. Jardim do ter altar
6. Vaso Alabastro
7. Ele voltará
8. Memorial de Glória
9. Traz de Volta
10. Cântico de Ana
11. Feliz (Happy)